# Археолошки локалитет Код цркве (Рачак)
„Код цркве“  или „Те Кисха“ је археолошко налазиште које се налази у месту Рачак, општина Штимље. На локалитету су откривени остаци зидова и бедема који средњовековне цркве која је сазидана на темељима грађевине из рановизантијског периода. Од покретног материјала уочени су фрагменти керамике.